# Indira Varma
Pour les articles homonymes, voir Varma (homonymie).
Indira Varma est une actrice britannique, naturalisée suisse, née le 27 septembre 1973, à Bath (Angleterre).
Elle se fait connaitre à l'échelle internationale lors de la sortie de Kama Sutra, une histoire d'amour, en 1997, dans lequel elle joue Maya, aux côtés de Sarita Choudhury et Naveen Andrews.
Indira Varma a alterné des apparitions dans des films comme Coup de foudre à Bollywood et Basic Instinct 2.
Elle tourne dans plusieurs séries télévisées telles que Rome, Human Target : La Cible, Luther, Game of Thrones et Carnival Row
, Paranoid

## Biographie

### Jeunesse
Indira Anne Varma est née le 27 septembre 1973 à Bath, dans le sud-ouest de l'Angleterre. Elle est la fille d'un père indien et d'une mère suisse romande, d'origine italienne (plus précisément génoise). Elle possède un passeport Suisse et parle couramment le français.

### Carrière
Elle a été membre du Musical Youth Theatre Company et est diplômée de la Royal Academy of Dramatic Art (RADA) de Londres en 1995. En 1997, elle fait ses débuts au cinéma avec Kama Sutra, une histoire d'amour de Mira Nair, qui la fait connaitre du grand public. Elle enchaîne très vite avec de nombreux rôles comme dans Coup de foudre à Bollywood (2004) de Gurinder Chadha, adapté du roman de Jane Austen, mais surtout à la télévision britannique, dans des séries et téléfilms.

### Vie privée
Indira Varma vit actuellement à Hornsey, un quartier de Londres, avec son époux Colin Tierney et leur fille Evelyn.

## Filmographie

### Films
| Année | Titre                               | Rôle                | Remarques     |
| ----- | ----------------------------------- | ------------------- | ------------- |
| 1997  | Kama Sutra, une histoire d'amour    | Maya                |               |
| 1997  | Clancy's Kitchen                    | Kitty               |               |
| 1997  | Sixth Happiness                     | Amy                 |               |
| 1998  | Jinnah                              | Ruttie Jinnah       |               |
| 2002  | 100 Jours en enfer                  | Narendra            |               |
| 2004  | Rover's Return                      | Zeta                | Court-métrage |
| 2004  | Coup de foudre à Bollywood          | Kiran Bingley       |               |
| 2006  | Basic Instinct 2                    | Denise Gloss        |               |
| 2007  | Sex and Death 101                   | Devon Sever         | Non crédité   |
| 2013  | Mindscape                           | Judith              |               |
| 2014  | Exodus                              | La Grande Prêtresse |               |
| 2015  | Silent Hours                        | Dr Catherine Benson |               |
| 2016  | Una                                 | Sonia               |               |
| 2019  | Close                               | Rima Hassine        |               |
| 2019  | Official Secrets                    | Shami Chakrabarti   |               |
| 2021  | Crisis                              | Madira Brower       |               |
| 2023  | Mission impossible : Dead Reckoning | DIA                 |               |
| 2024  | Dîner à l'anglaise                  | Jessica             |               |
| 2024  | L'Évaluation (The Assessment)       | Ambika              |               |

### Télévision
| Année     | Titre                                                         | Rôle                      | Remarques |
| --------- | ------------------------------------------------------------- | ------------------------- | --- |
| 1996      | Crucial Tales                                                 | Manreet                   | Épisode : Phoenix |
| 1999      | Psychos (en)                                                  | Dr Martine Nichol         | Mini-série |
| 2000      | Zehn wahnsinnige Tage                                         | Ra                        | Téléfilm |
| 2000      | Other People's Children                                       | Amy                       | |
| 2000      | Sci-Fright                                                    | Nina                      | Invitée |
| 2000-2001 | Start-up                                                      | Sasha                     | 4 épisodes |
| 2001      | In a Land of Plenty                                           | Sonali Ganatra            | 4 épisodes |
| 2001      | The Whistle-Blower                                            | Diane Crossman            | Téléfilm |
| 2002      | Arena (en)                                                    | Gila                      | |
| 2003      | Rockface                                                      | Alison                    | Épisode : 2.5 |
| 2003      | The Canterbury Tales                                          | Meena                     | Mini-série |
| 2003      | Reversals                                                     | Kathy Irwin               | Téléfilm |
| 2004      | Donovan                                                       | Cara Mathis               | |
| 2005      | The Quatermass Experiment                                     | Judith Carroon            | Téléfilm |
| 2005      | Love Soup                                                     | Suzanne Daley             | Épisode : They Do Not Move |
| 2005      | A Waste of Shame : The Mystery of Shakespeare and His Sonnets | Lucie                     | Téléfilm |
| 2005      | Broken News                                                   | Mélanie Bellamy           | 6 épisodes |
| 2005      | Little Britain                                                | Réceptionniste            | 3 épisodes |
| 2005–2007 | Rome                                                          | Niobé                     | 15 épisodes |
| 2006      | Meurtres à l'anglaise                                         | Melissa Booth             | |
| 2006      | Torchwood                                                     | Suzie Costello            | Épisode : Tout change Épisode : Ils tuent encore Suzie |
| 2006      | 3 lbs                                                         | Dr Adrianne Holland       | 6 épisodes |
| 2007      | The Whistleblowers (en)                                       | Alisha Cole               | 6 épisodes |
| 2008      | New York, section criminelle                                  | Bela Khan                 | saison 7, épisode 14 La Sœur prodige |
| 2008      | Bones                                                         | Inspecteur Cate Pritchard | Épisode : Au service de sa Majesté, première partie Épisode : Au service de sa Majesté, deuxième partie                                                                                                 |
| 2009      | Inside the Box                                                | Catherine Powell          | Téléfilm |
| 2009      | Moses Jones (en)                                              | Dolly                     | 3 épisodes |
| 2010      | Arena                                                         | Various                   | |
| 2010      | Les Arnaqueurs VIP                                            | Lucy Britford             | |
| 2010      | Luther                                                        | Zoe Luther                | 6 épisodes |
| 2010-2011 | Human Target : La Cible                                       | Ilsa Pucci                | 13 épisodes |
| 2012      | Silk                                                          | George Duggan             | 6 épisodes |
| 2012      | Hunted                                                        | Natalie Thorpe            | 4 épisodes |
| 2012      | Un monde sans fin                                             | Mattie Wise               | Épisodes : Le Chevalier et Le Roi |
| 2013      | What Remains (en)                                             | Elaine Markham            | |
| 2014-2017 | Game of Thrones                                               | Ellaria Sand              | 13 épisodes (Distribution principale de la saison 5 à la saison 7 ; invitée dans la saison 4) Nommée pour le Screen Actors Guild Award de la meilleure distribution pour une série télévisée dramatique |
| 2016      | Paranoid                                                      | Nina Surech               | 8 épisodes |
| 2019-2023 | Carnival Row                                                  | Piety Breakspear          | 8 épisodes |
| 2019-2021 | This Way Up                                                   | Charlotte                 | 12 épisodes |
| 2020-2021 | For Life                                                      | Safiya Masry              | 23 épisodes |
| 2022      | Obi-Wan Kenobi                                                | Tala                      | 2 épisodes |
| 2023      | Obsession                                                     | Ingrid                    | 4 épisodes |
| 2024      | Doctor Who                                                    | La Duchesse               | Épisode : Rogue |
| 2024      | Creature Commandos                                            | La Fiancée (voix)         | |

## Voix francophones
En version française, Indira Varma est principalement doublée par Claire Guyot qui est notamment sa voix dans Coup de foudre à Bollywood, Rome, Luther, Game of Thrones, Exodus: Gods and Kings ou encore Paranoid.
Elle est également doublée par Véronique Augereau dans For life, Julie Dumas dans Basic Instinct 2, Marie Diot dans Carnival Row et par Virginie Caliari dans Obi-Wan Kenobi. Flora Brunier lui prête sa voix dans La Légende de Vox Machina.